# Rīshkhār
Rīshkhvār (persiska: ریشخوار, Rūshkhī, Rīshkhār) är en ort i Iran.   Den ligger i provinsen Khorasan, i den nordöstra delen av landet, 700 km öster om huvudstaden Teheran. Rīshkhvār ligger 1 724 meter över havet och antalet invånare är 406.
Terrängen runt Rīshkhvār är kuperad söderut, men norrut är den bergig. Rīshkhvār ligger nere i en dal. Runt Rīshkhvār är det ganska glesbefolkat, med 34 invånare per kvadratkilometer. Närmaste större samhälle är Beshārat, 19,1 km norr om Rīshkhvār. Trakten runt Rīshkhvār består i huvudsak av gräsmarker.